# Hirondelle
Hirundininae
Pour les articles homonymes, voir Hirondelle (homonymie).
Sous-famille
Les hirondelles  sont des oiseaux appartenant à  la famille des Hirundinidae, dont ils constituent la sous-famille des Hirundininae.
Ce sont des oiseaux migrateurs qui installent leurs nids près des habitations telles que  les granges et les  étables. Ils symbolisent traditionnellement l'arrivée du printemps, car leur retour d'hivernage en Afrique (dans le cas des hirondelles européennes) se fait dès les premiers beaux jours, pour nicher et se reproduire en Afrique du Nord et en Europe. Ce voyage de retour représente une distance qui peut dépasser les 10 000 km, avec pour seule ressource quelques grammes de graisse. Dès que les petits (hirondeaux) sont autonomes, les hirondelles se mettent à préparer la migration suivante en accumulant les réserves de graisse nécessaires. Mais avant d'être autonome, chaque oisillon semble se résumer à un bec tant celui-ci est ouvert, attendant que ses parents lui apportent de quoi se nourrir. Pour trouver toute cette nourriture, les parents parcourent en moyenne 300 km par jour, et répètent ce voyage pendant trois semaines.
Comme le pigeon et bien d'autres migrateurs, l'hirondelle retrouve le lieu où elle nichait l'année précédente, lorsqu'elle revient d'Afrique. Ce qui explique peut-être qu'elle ne recolonise que difficilement les villes d'où elle a disparu, même quand les conditions de pollution ou de menaces pour elle semblent avoir diminué.
Ses effectifs connaissent une très forte régression depuis les années 1970 environ, qui tend à s'aggraver : une baisse de 84 % sur 10 ans a été répertoriée pour l'hirondelle de fenêtre (source CRBPO, sujette à interprétation, en raison de variations naturelles de populations existant également, mais jugée préoccupante par les ornithologues). Cette régression pourrait s'expliquer par la raréfaction de sa nourriture unique, les insectes volants (voir l'article pesticides, mais il est curieux de constater que des villes qui se ressemblent en ont pour certaines conservé des populations importantes alors que d'autres ont perdu leurs hirondelles). La présence de nombreux espaces boisés et d'eau dans les villes semblent des facteurs favorables.
L'hirondelle trisse ou gazouille.

## Liste des hirondelles

### Liste des genres
Les hirondelles sont réparties dans les genres suivants :
- Alopochelidon  (Ridgway, 1903)
- Atticora (Boie, 1844)
- Cheramoeca (Cabanis, 1850)
- Delichon (Horsfield & Moore, 1854)
- Hirundo (Linnaeus, 1758)
- Neophedina (Roberts, 1922)
- Notiochelidon (S.F. Baird, 1865) (plus existant)
- Orochelidon (Ridgway, 1903)
- Petrochelidon (Cabanis, 1850)
- Phedina (Bonaparte, 1855)
- Phedinopsis (Wolters, 1971)
- Progne (Boie, 1826)
- Psalidoprocne (Cabanis, 1850)
- Pygochelidon  (Baird, SF, 1865)
- Riparia (T. Forster, 1817)
- Stelgidopteryx (S.F. Baird, 1858)
- Tachycineta (Cabanis, 1850)

### Liste des hirondelles parnom vernaculaireounom normalisé
- Hirondelle fardée — Alopochelidon fucata (Temminck, 1822)

- Hirondelle à ceinture blanche — Atticora fasciata (Gmelin, 1789)
- Hirondelle à tête noire — Atticora pileata (Gould, 1858)
- Hirondelle à cuisses blanches — Atticora tibialis (Cassin, 1853)

- Hirondelle à dos blanc — Cheramoeca leucosterna (Gould, 1841)

- Hirondelle de Bonaparte — Delichon dasypus (Bonaparte, 1850)
- Hirondelle de Pallas — Delichon lagopodum (Pallas, 1811)
- Hirondelle du Népal — Delichon nipalense (Moore, 1854)
- Hirondelle de fenêtre — Delichon urbicum (Linnaeus, 1758)

- Hirondelle d'Éthiopie — Hirundo aethiopica (Blanford, 1869)
- Hirondelle à gorge blanche — Hirundo albigularis (Strickland, 1849)
- Hirondelle de l'Angola — Hirundo angolensis (Bocage, 1868)
- Hirondelle bleue — Hirundo atrocaerulea (Sundevall, 1850)
- Hirondelle à gorge perlée — Hirundo dimidiata (Sundevall, 1850)
- Hirondelle des Nilgiri — Hirundo domicola (Jerdon, 1844)
- Hirondelle de Java — Hirundo javanica (Sparrman, 1789)
- Hirondelle à ailes tachetées — Hirundo leucosoma (Swainson, 1837)
- Hirondelle de Guinée — Hirundo lucida (Hartlaub, 1858)
- Hirondelle à queue blanche — Hirundo megaensis (Benson, 1942)
- Hirondelle messagère — Hirundo neoxena (Gould, 1842)
- Hirondelle à bavette — Hirundo nigrita (G.R. Gray, 1845)
- Hirondelle roux et noir — Hirundo nigrorufa (Bocage, 1877)
- Hirondelle rustique, Hirondelle de cheminée, Hirondelle des granges — Hirundo rustica (Linnaeus, 1758)
- Hirondelle à longs brins — Hirundo smithii (Leach, 1818)
- Hirondelle de Tahiti — Hirundo tahitica (Gmelin, 1789)

- Hirondelle à collier — Neophedina cincta (Boddaert, 1783)

- Hirondelle des Andes — Orochelidon andecola (d'Orbigny & Lafresnaye, 1837)
- Hirondelle de Chapman — Orochelidon flavipes (Chapman, 1922)
- Hirondelle à ventre brun — Orochelidon murina (Cassin, 1853)

- Hirondelle ariel — Petrochelidon ariel (Gould, 1842)
- Hirondelle fluviatile — Petrochelidon fluvicola (Blyth, 1856)
- Hirondelle à front brun — Petrochelidon fulva (Vieillot, 1808)
- Hirondelle des arbres — Petrochelidon nigricans (Vieillot, 1817)
- Hirondelle de la mer Rouge — Petrochelidon perdita (Fry & Smith, 1985)
- Hirondelle de Preuss — Petrochelidon preussi (Reichenow, 1898)
- Hirondelle à front blanc — Petrochelidon pyrrhonota (Vieillot, 1817)
- Hirondelle à gorge fauve — Petrochelidon rufigula (Bocage 1878)
- Hirondelle à bande rousse — Petrochelidon rufocollaris (Peale, 1848)
- Hirondelle sud-africaine — Petrochelidon spilodera (Sundevall, 1850)

- Hirondelle des Mascareignes — Phedina borbonica (Gmelin, 1789)

- Hirondelle de Brazza — Phedinopsis brazzae (Oustalet, 1886)

- Hirondelle chalybée — Progne chalybea (Gmelin, 1789)
- Hirondelle de Cuba — Progne cryptoleuca (S.F. Baird, 1865)
- Hirondelle à ventre blanc — Progne dominicensis (Gmelin, 1789)
- Hirondelle gracieuse — Progne elegans (Baird, 1865)
- Hirondelle sombre — Progne modesta (Gould, 1839)
- Hirondelle de Murphy — Progne murphyi(Chapman, 1925)
- Hirondelle du Sinaloa — Progne sinaloae (Nelson, 1898)
- Hirondelle noire — Progne subis (Linnaeus, 1758)
- Hirondelle tapère —  Progne (Phaeoprogne) tapera (Linnaeus, 1766)

- Hirondelle à tête blanche — Psalidoprocne albiceps (PL Sclater, 1864)
- Hirondelle brune — Psalidoprocne fuliginosa (Shelley, 1887)
- Hirondelle à queue courte — Psalidoprocne nitens (Cassin, 1857)
- Hirondelle fanti — Psalidoprocne obscura (Hartlaub, 1855)
- Hirondelle hérissée — Psalidoprocne pristoptera (Ruppell, 1840)

- Hirondelle bleu et blanc — Pygochelidon  cyanoleuca (Vieillot, 1817)
- Hirondelle des torrents — Pygochelidon melanoleuca (Wied-Neuwied, 1820)

- Hirondelle à gorge grise — Riparia chinensis (J.E. Gray, 1830)
- Hirondelle du Congo — Riparia congica (Reichenow, 1887)
- Hirondelle de Madagascar — Riparia cowani (Sharpe, 1882)
- Hirondelle pâle — Riparia diluta (Sharpe Wyatt, 1893)
- Hirondelle paludicole — Riparia paludicola (Vieillot, 1817)
- Hirondelle de rivage — Riparia riparia (Linnaeus, 1758)

- Hirondelle à gorge rousse — Stelgidopteryx ruficollis (Vieillot, 1817)
- Hirondelle à ailes hérissées — Stelgidopteryx serripennis (Audubon, 1838)

- Hirondelle des mangroves — Tachycineta albilinea (Lawrence, 1863)
- Hirondelle à ailes blanches — Tachycineta albiventer (Boddaert, 1783)
- Hirondelle bicolore — Tachycineta bicolor (Vieillot, 1808)
- Hirondelle des Bahamas — Tachycineta cyaneoviridis (H. Bryant, 1859)
- Hirondelle dorée — Tachycineta euchrysea (Gosse, 1847)
- Hirondelle à diadème — Tachycineta leucorrhoa (Vieillot, 1817)
- Hirondelle du Chili — Tachycineta leucopyga (Cabanis, 1850)
- Hirondelle de Stolzmann — Tachycineta stolzmanni (Philippi, 1902)
- Hirondelle à face blanche — Tachycineta thalassina (Swainson, 1827)

## Menaces

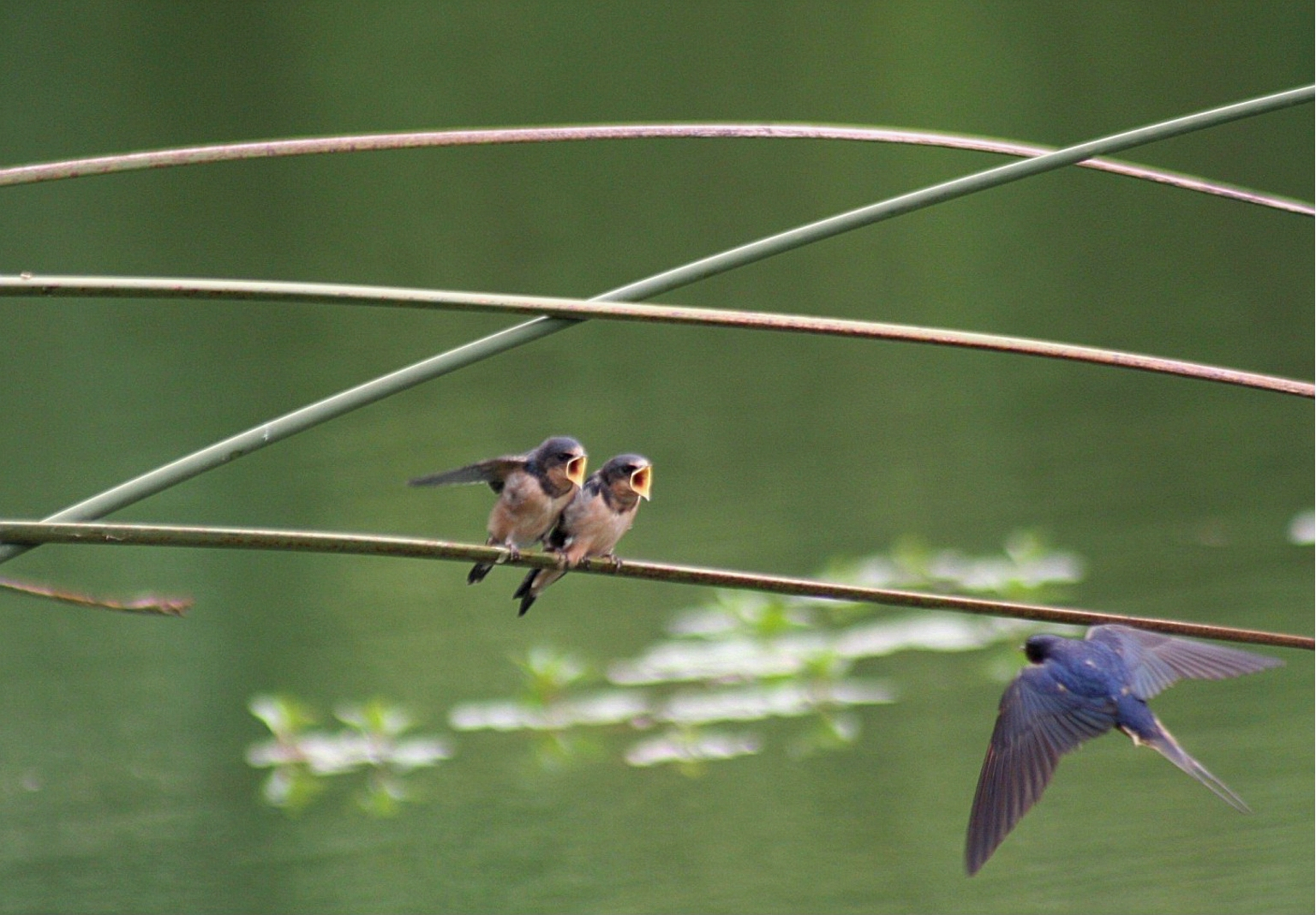
Une des menaces pour l'hirondelle pourrait être la régression de ses proies induites par l'usage généralisé des pesticides.

Les hirondelles sont des espèces protégées dans de nombreux pays, mais leur population est en régression de 30 % en France et de 20 % en Europe en partie à cause du réchauffement climatique mais surtout à cause de la raréfaction ou de l'empoisonnement de leur nourriture par les insecticides et de l'altération de leurs lieux de nidification,. Il est probable qu'elles subissent aussi les effets de la pollution dans les villes et il semble que lorsqu'une espèce a déserté une ville, elle n'y revienne que difficilement. Les hirondelles peuvent aussi accumuler les pesticides, les métaux lourds, des métalloïdes et d'autres produits polluants, eux-mêmes accumulés par les insectes qu'elles consomment. Ces produits toxiques sont notamment stockés dans leurs graisses, puis relargués dans l'organisme lors de l'épuisant voyage de migration vers le sud, affectant fortement les chances de survie de l'oiseau.
Les hirondelles ne se nourrissent qu'en vol,. En l'absence d'insectes, elles brûlent les réserves de graisse nécessaires à la migration en vain.
Par ailleurs, les bâtiments modernes, aux matériaux souvent lisses (verre, acier, béton...), sont souvent moins adaptés à l'accueil des hirondelles de cheminée et de fenêtre, même si l'architecture HQE commence lentement à chercher à intégrer la biodiversité (Quinzième cible HQE) sur le bâti et ses alentours, tout en gérant les contraintes liées à la faune sauvage.
Les fientes peuvent également se révéler être un problème (souvent résolu par la pose d'un plateau sous le nid).
Les élevages industriels et le traitement antiparasitaire des animaux privent aussi les hirondelles de nombreux insectes qu'elles capturaient dans les prairies ou autour des étables, porcheries et écuries où ces derniers se nourrissaient.
En Amérique du Nord, les hirondelles ont perdu 90 % de leurs effectifs depuis les années 1970.

## Les hirondelles en France
Cinq espèces d'hirondelles nichent en France :

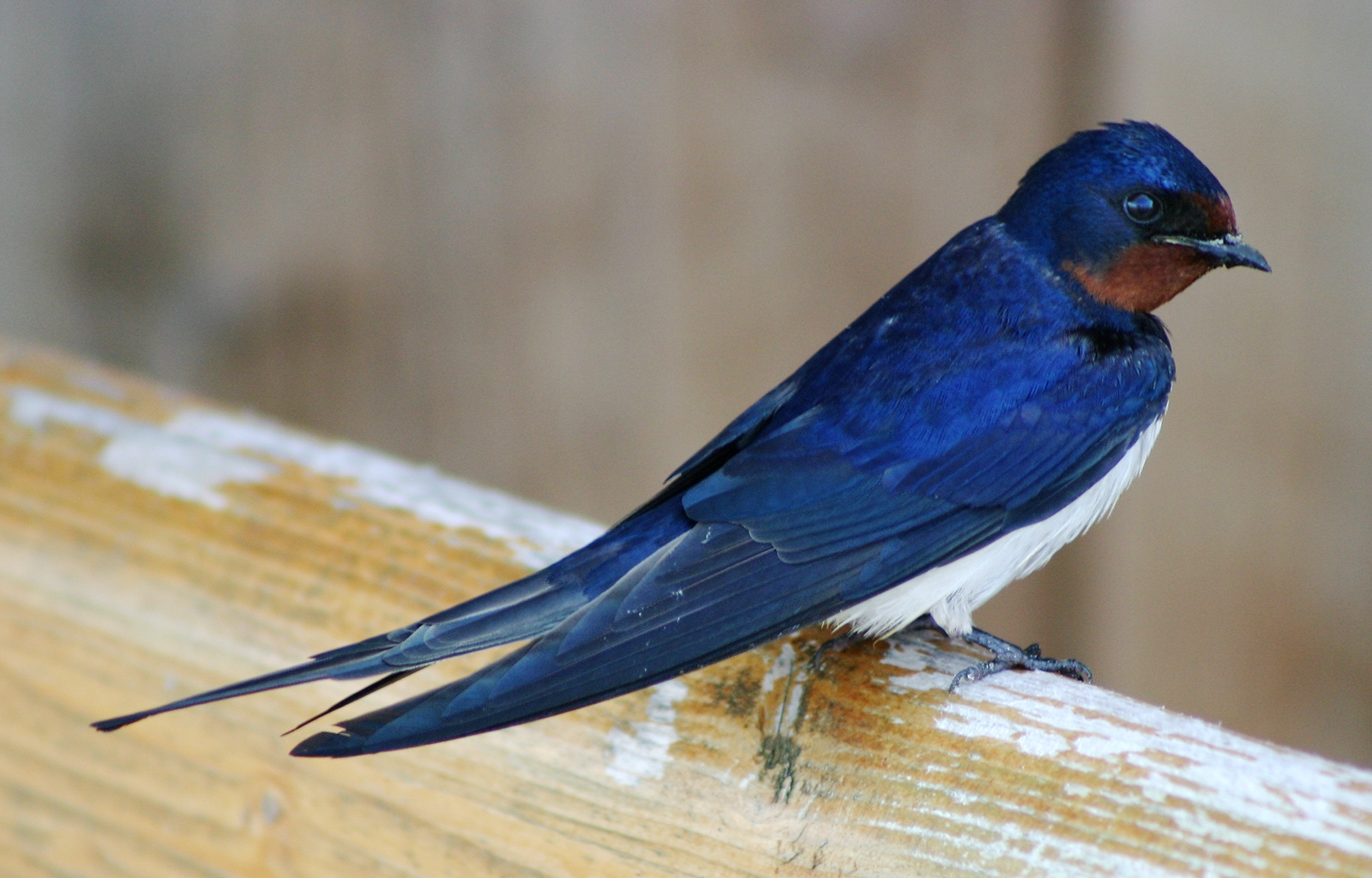
Hirondelle rustique (Hirundo rustica)
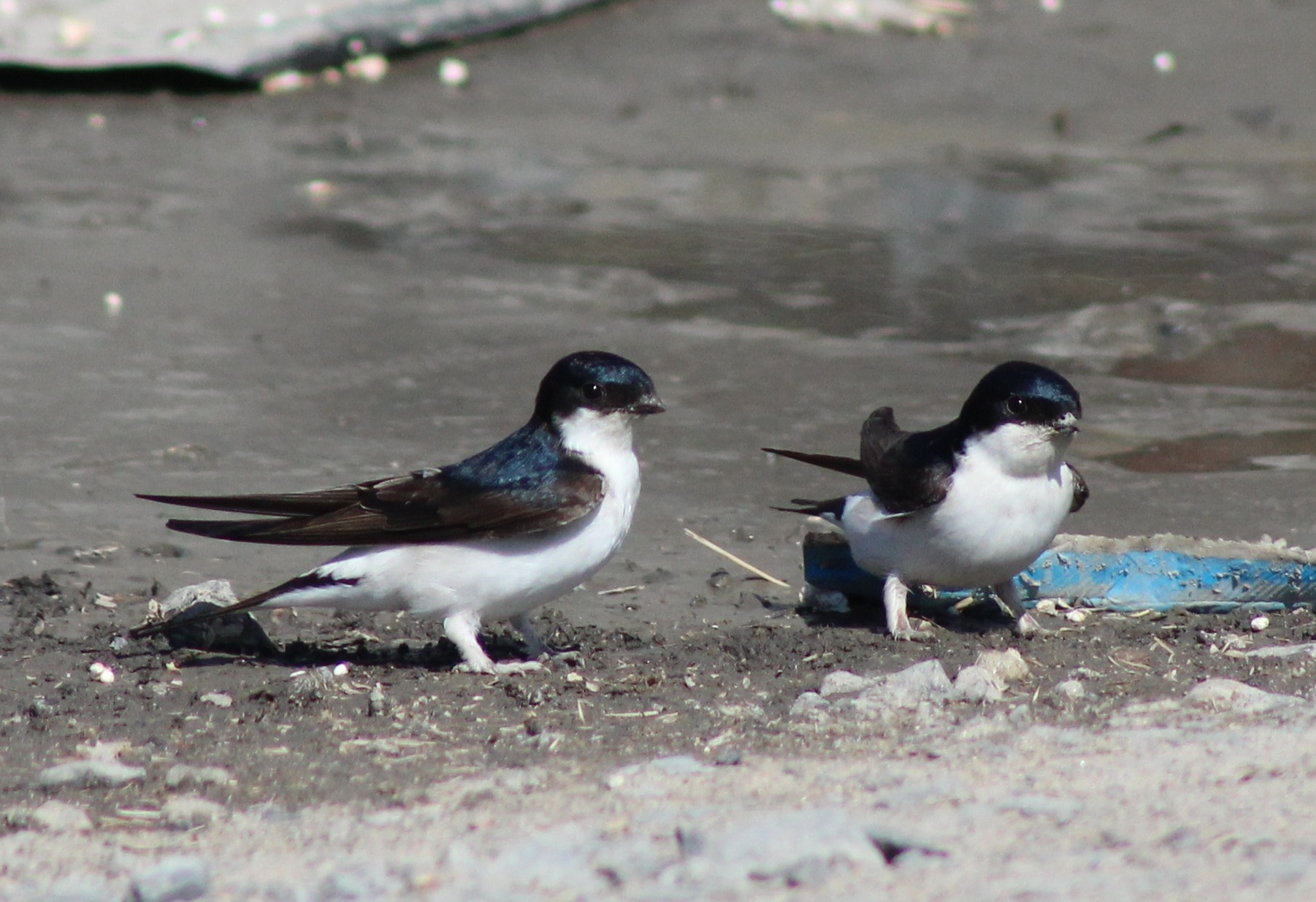
Hirondelle de fenêtre (Delichon urbica)
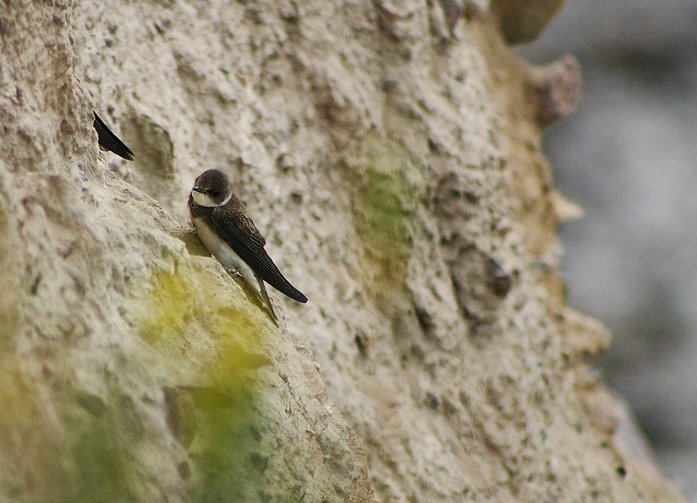
Hirondelle de rivage (Riparia riparia)
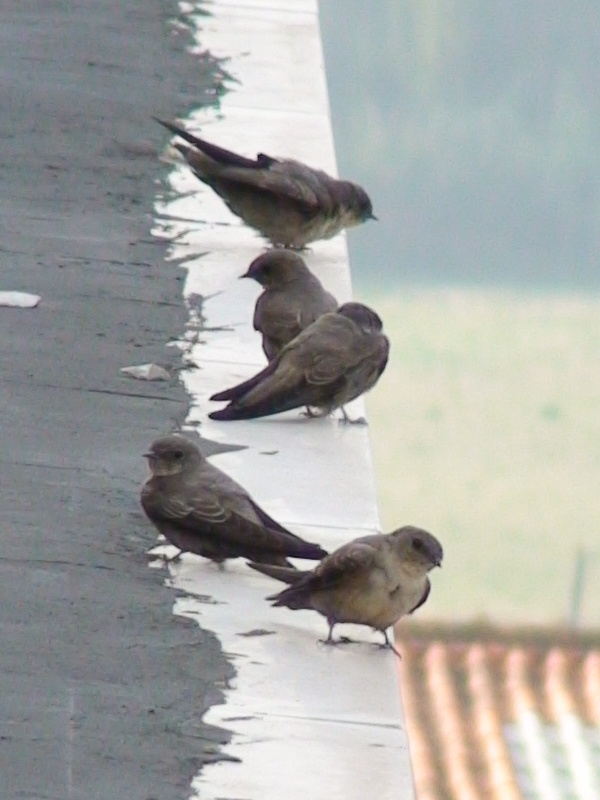
Hirondelle de rochers (Ptyonoprogne rupestris)
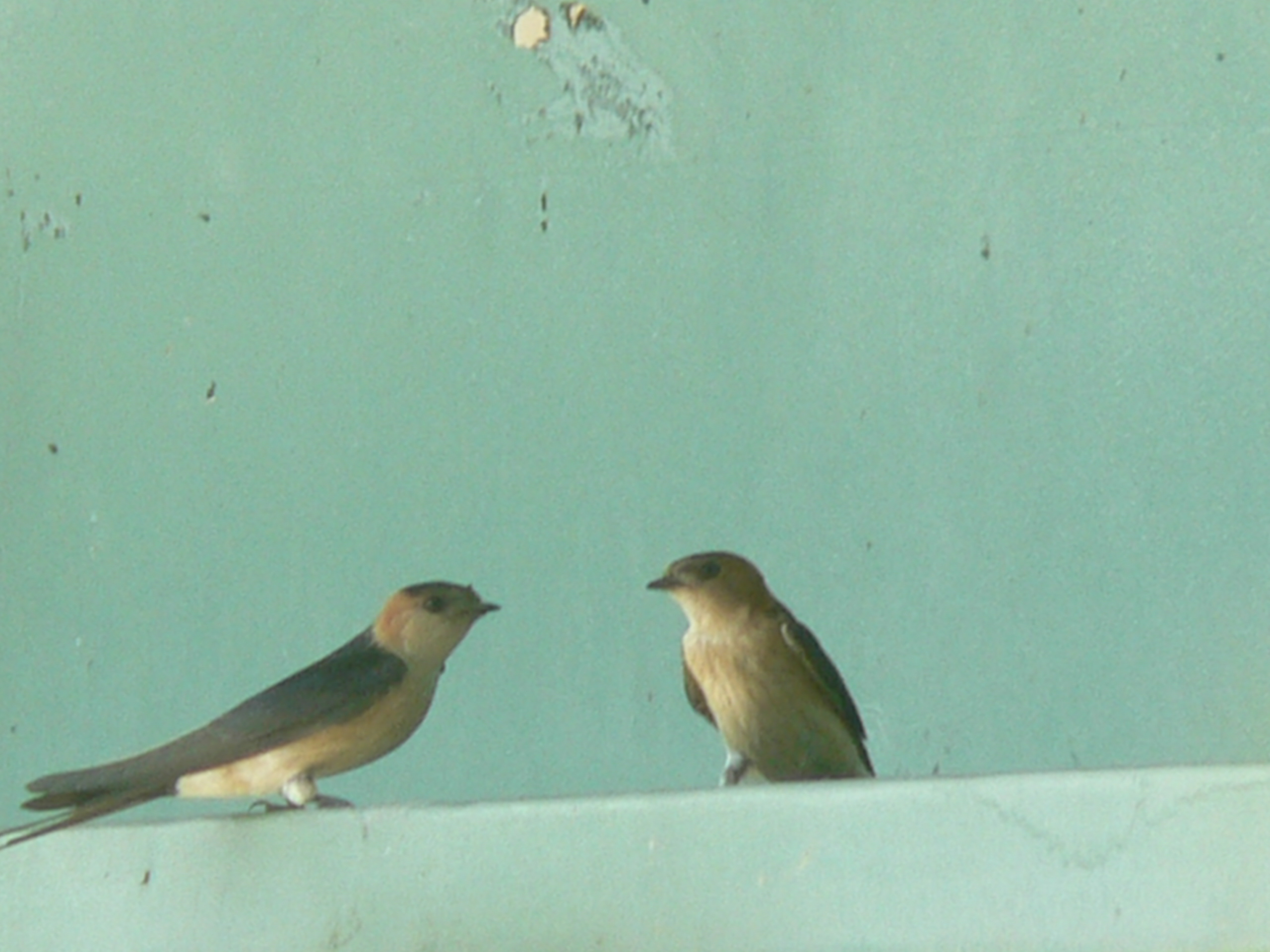
Hirondelle rousseline (Cecropis daurica)